# 邱竹贤
邱竹贤（1921年4月12日—2006年7月28日），江苏海门人，有色金属冶金专家，中国工程院院士，东北大学教授。

## 生平
邱竹贤幼年随父学中医，14岁时父亲病故，入海门中学高中半工半读。1938年毕业，考入上海暨南大学化学系，因上海沦陷，暨南大学要搬迁，故次年重新考入交通大学唐山工程学院矿冶系。1943年毕业后，进入资源委员会所属，位于綦江的电化冶炼厂任技术员。1946年，调到高雄市的台湾铝厂任工程师。1949年上海解放前夕，返回大陆，临时在浙江省立台州中学任英语教师。1950年入抚顺铝厂。1955年起，在东北工学院任教。1987年11月当选为挪威技术科学院外籍院士。1989年3月当选为挪威科学院外籍院士。1995年当选中国工程院院士。